# Onthophagus kochi
Onthophagus kochi är en skalbaggsart som beskrevs av Frey 1957. Onthophagus kochi ingår i släktet Onthophagus och familjen bladhorningar. Inga underarter finns listade i Catalogue of Life.